# Aechmea incompta
Aechmea incompta är en gräsväxtart som beskrevs av Elton Martinez Carvalho Leme och Hans Edmund Luther. Aechmea incompta ingår i släktet Aechmea och familjen Bromeliaceae. Inga underarter finns listade i Catalogue of Life.